# フレイミング・ダート作戦
フレイミング・ダート作戦（フレイミング・ダートさくせん、英語: Operation Flaming Dart）は、アメリカ軍とベトナム共和国空軍がベトナム戦争中実施した軍事作戦。二回に分けて行われた。

## 概要
アメリカ合衆国大統領リンドン・ジョンソンは1965年2月、米軍への数度の攻撃に対し一連の報復爆撃を命じた。特にベトコンによって行われた、プレイクでの迫撃砲攻撃（プレイク飛行場の戦い）に対する報復である。これらの攻撃で、ベトコンの工兵は爆薬でキャンプ・ハロウェイにあった、4機のC-7 カリブー、4機の軽飛行機、5機のヘリを破壊した。この襲撃で11機のヘリも被害を受けた。
1965年2月7日、49ソーティーがフレイミング・ダート一号作戦での報復のため出撃した。フレイミング・ダート一号作戦はドンホイ近郊に存在する北ベトナム陸軍の拠点を、第二波は軍事境界線近郊で、ベトコンの物流網と通信を標的としていた。パイロットの中には、後に軍事政権（グエン・バン・チュー政権）のメンバーとなるグエン・カオ・キがいた。
ベトコンはフレイミング・ダート一号作戦に反発してアメリカ人が宿泊しているホテルを攻撃し、この攻撃がフレイミング・ダート二号作戦による空爆のきっかけとなった。アメリカ海軍は空母「ハンコック」、「コーラル・シー」、「レンジャー」から、99機の戦闘爆撃機を発進させた。海軍機がチャンホアを爆撃している間、南ベトナム空軍とアメリカ空軍はチャプレを攻撃した。南ベトナム空軍は28機のプロペラ攻撃機A-1 スカイレイダーを、アメリカ空軍は同数のジェット戦闘機F-100 スーパーセイバーを使用し目標にあたった。 アメリカ軍が南ベトナム軍とともに、ファームゲート戦術で航空戦を行っていたが、アメリカ空軍の南ベトナムでの空爆は、ジェット機の使用により戦争を激化させてしまった。
アメリカの共産主義者への反発は激化し、北ベトナムへの空爆にとどまらなくなった。ワシントンも航空戦力の使用を激化させ、南にてジェット攻撃機で敵と交戦する事が許可された。2月19日、アメリカ空軍のB-57キャンベラは南ベトナム軍の地上部隊を支援するため、最初のジェット機による空爆を実施した。2月24日、空軍機は中部高原で待ち伏せする北ベトナム軍を分断するため、大規模な出撃を行って再度の空爆を実施した。繰り返しになるが、これは米軍による航空戦力の使用が激化した結果であった。
フレイミング・ダート作戦による侵攻作戦は、1965年3月2日に始まった44ヶ月におよぶ、ローリング・サンダー作戦へと続いた。それ以外の航空作戦も、戦争中にわたって繰り広げられた。終戦までにアメリカが行った空爆は合計766万2000トンの兵器が使用され、歴史的にも非常に大規模なものとなった。